# 水産業普及指導員
水産業普及指導員（すいさんぎょうふきゅうしどういん）とは、水産業普及指導員国家試験に合格した者。

## 概要
- 元々あった、水産業改良を目的とする改良指導員と専門技術を教える専門技術員があったが、2004年5月に改正された水産業改良普及事業推進要綱に基づいて都道府県におかれていた水産業普及職員が水産業普及指導員に名前を統合されたことをきっかけに2005年からこの二つの資格を廃止し、水産業普及指導員資格試験として都道府県がそれぞれ行っていたのを国が行うようになった。

## 受験資格
- 2年以上の実務経験 - 大学または水産大学校において、水産業、生物、化学、食品製造、機械、電気、機関、電気通信、経済、経営のいずれかの課程を修め卒業した者、または水産業改良普及員資格試験合格者
- 4年以上の実務経験 - 短期大学または高等専門学校において、水産業、生物、化学、食品製造、機械、電気、機関、電気通信、経済、経営のいずれかの課程を修めて卒業した者
- 6年以上の実務経験 - 高等学校を卒業した者

ここでいう実務経験とは下記の期間を指す
- 国、都道府県、漁協などにおいて水産業に関する試験研究又教育に従事していた期間
- 国、都道府県、漁協などにおいて水産業に関する普及又は指導に従事していた期間

## 試験内容

### 書類審査
上記実務経験期間中の業績報告

### 筆記試験
水産業改良普及員資格試験合格者については免除
- 基本課題
  - 回答方式は選択式
- 専門課題
  - 回答方式は選択式または論述式
  - 水産養殖、栽培・資源管理、漁具・漁法、利用加工、水産経営の5つの項目から1つを選択

### 口述試験
面接により、水産業の現場における課題を解決するのに必要な意欲、常識、態度及び意思疎通の能力があるかを判定する。